# Gustave Danneels
Gustave Danneels (* 6. September 1913 in Loos-en-Gohelle; † 13. April 1976 in Knokke) war ein belgischer Radrennfahrer.
1933 gewann er einen ersten nationalen Titel bei den Männern, als er die Meisterschaft der Unabhängigen im Straßenrennen für sich entscheiden konnte. Gustave Danneels war Profi-Radsportler von 1934 bis 1946. In dieser Zeit wurde er zweimal – 1934 und 1935 – Dritter bei der Straßen-Weltmeisterschaft. Dreimal (1934, 1936 und 1937) gewann er das Rennen Paris–Tours, weshalb er in seinem Heimatland den Beinamen „Mijnheer Parijs-Tours“ erhielt. Dreimal wurde er belgischer Straßenmeister, einmal schon als Junior.
1936 erhielt Danneels für seinen Sieg bei Paris–Tours als erster Radsportler die Auszeichnung das „Gelbe Band“, das für den Fahrer ausgelobt worden war, der die schnellste Durchschnittsgeschwindigkeit bei einem Klassiker über 200 km Streckenlänger erreichte. 1943 gewann er gemeinsam mit Albert Buysse den Bahnwettbewerb Prix Dupré-Lapize in Paris.
Danneels war ein Onkel der Rennfahrer Wilfried und Guido Reybrouck, der ebenfalls dreimal Paris–Tours in den Jahren 1964, 1996 und 1968 gewann.